# Odbiór i przekazywanie sygnału u roślin
Odbiór i przekazywanie sygnału u roślin – proces odbierania sygnałów docierających do komórek roślinnych ze środowiska zewnętrznego lub wnętrza organizmu. Bodźcem środowiskowym mogą być czynniki abiotyczne, takie jak światło, temperatura, grawitacja, dotyk, substancje chemiczne (woda, CO2, sole mineralne) oraz czynniki biotyczne takie jak patogeny czy sąsiedztwo innych roślin. Czynnikami wywołującymi reakcje komórki pochodzącymi z są fitohormony, endogenne regulatory wzrostu i rozwoju roślin, siły mechaniczne (turgor) oraz substancje odżywcze albo jony.

## Odbiór bodźca
Odbiór bodźca jest możliwy dzięki obecności struktur określanych jako receptory. Receptory roślinne dzielone są na receptory błonowe i wewnątrzkomórkowe. Receptory błonowe są związane z błona komórkową. Mogą znajdować się na jej powierzchni lub wewnątrz błony. Receptory wewnątrzkomórkowe mogą znajdować się w dowolnym kompartmencie komórki. Lokalizacja receptorów decyduje zakresie odbieranych bodźców. Receptory błonowe mogą odbierać informacje, które nie wpływają bezpośrednio na działanie komórki. Zapewniają one między innymi reakcję na pojawiające się w otoczeniu komórki substancje chemiczne, które nie mają możliwości przejścia przez błonę półprzepuszczalną. Receptory wewnątrzkomórkowe są odpowiedzialne za odbiór bodźców wnikających do komórki. Bodźcem odbieranym przez receptory wewnątrzkomórkowe mogą być czynniki fizyczne (np. światło), a także cząsteczki chemiczne wnikające do wnętrza komórki. Dotychczas dobrze poznano budowę molekularną kilku roślinnych fotoreceptorów. Udowodniane zostało także istnienie szeregu receptorów uczestniczących w reakcjach hormonalnych. Analiza zsekwencjonowanego genomu Arabidopsis thaliana pozwoliła ustalić, że zawiera on geny ponad 340 kinaz mogących spełniać funkcję receptora (RLK – ang. receptor like kinase).

## Transdukcja sygnału
Transdukcja, łańcuch przekazywania sygnału, jest procesem przekazania informacji z receptora do miejsca docelowego. W efekcie możliwa jest reakcja komórki na docierający bodziec. W komórkach roślinnych występują trzy typy układów transdukcyjnych: jednoskładnikowe, dwuskładnikowe i trójskładnikowe. Układ jednoskładnikowy składa się z pojedynczej cząsteczki lub kompleksu integralnych białek błonowych. Domena wystająca poza błonę komórkową pełni funkcję receptora łączącego się z ligandami. Domena znajdująca się po stronie cytoplazmatycznej ma właściwości specyficznej kinazy tyrozynowej. Receptory tego typu zostały dobrze poznane w komórkach zwierzęcych i są nazywane receptorową kinazą tyrozynową (RTK). W komórkach roślinnych wykryto jedynie geny kodujące białka o podobnej strukturze.
Układy transdukcyjne dwuskładnikowe składają się z dwóch białek. Pierwsze z nich, nazywane jest sensorem, składa się z dwóch domen. Zwykle domena N-końcowa pełni funkcję receptorową, a domena C-końcowa jest kinazą histydynową. Receptory o tego typu odbierają sygnał w postaci gazowego fitohormonuu - etylenu. W przypadku receptorów błonowych domena będąca sensorem wystaje z błony komórkowej. Białka tego typu mogą być również białkami rozpuszczalnymi. Przyłączenie liganda receptorowej prowadzi do autofosforylacji domeny C-końcowej. Grupa fosforanowa jest następnie przenoszona na drugi element układu transdukcyjnego nazywany białkiem regulatorowym. Reszta fosforanowa pozostaje połączona z resztą histydynową, aby następnie zostać przekazana na asparaginę regulatora odpowiedzi. To białko oddziałuje bezpośrednio z odcinkami promotorowymi właściwych genów.
Układy transdukcyjne trójskładnikowe zawierają receptor oddziałujący z białkiem sprzęgającym. Oba elementy znajdują się w plazmolemmie. Białko sprzęgające aktywuje enzymy lub kanały jonowe określane jako efektory. Efektem jest zmiana stężenie wtórnego przekaźnika informacji. Związki pełniące funkcję wtórnego przekaźnika wpływają zaś na aktywność enzymów lub na inne białka o charakterze efektorowym. W układzie trójskładnikowym indukcja receptora jest powiązana ze wzrostem aktywności kinazy serynowo-treoninowej. 

## Wtórne przekaźniki informacji
Występujące w układach trójskładnikowych wtórne przekaźniki informacji w komórkach eukariotycznych pojawiają się w wyniku działania białka G. U Arabidopsis thaliana został wykryty gen GPA1, który koduje podjednostkę α białka G. Polipeptyd zbudowany jest z 383 reszt aminokwasowych i ma masę 44,6 kDa. Chociaż informacje o obecności i budowie roślinnego białka G są niepełne, wydaje się, że może ono funkcjonować w formie trimerycznej tak jak ma to miejsce u zwierząt. Heterotrimeryczne formy białka G uczestniczą w przekazywaniu sygnału pochodzącego od auksyn, giberelin, cytokinin oraz fitochromu i kryptochromu. Poza białkami G tego rodzaju, u roślin stwierdzono występowanie małych białek G z rodziny RHO. Monomeryczne białka G uczestniczą w przekazywaniu sygnału pochodzącego od kwasu abscysynowego i brassinosteroidów. Białko G oddziałując z kompleksem ligand-receptor przyłącza resztę fosforanową do GDP związanego z podjednostką α. Następnie aktywowana jest fosfolipaza C (PLC), która katalizuje reakcję rozpadu fosfatydyloinozytolobisfosforanu (PIP2). Produktami reakcji są dwa związki uznawane za wtórne przekaźniki informacji: inozytolo-(1,4,5)-trifosforan (IP3) i 1,2-diacyloglicerol (DAG). IP3 jest związkiem rozpuszczalnym, przemieszczającym się w cytoplazmie. Zwiększone stężeni IP3 powoduje otwarcie kanałów wapniowych obecnych w strukturach cytoplazmatycznych i wypływ jonów Ca2+ do cytozolu. DAG jest związkiem hydrofobowy, pozostaje więc w obrębie błony komórkowej powodując aktywację kinazy białkowej C. Podwyższone stężenie jonów Ca2+ w cytozolu jest bezpośrednią przyczyną aktywacji wielu enzymów. Przy braku pobudzenia stężeni jonów wapniowych w cytozolu jest bardzo niskie (około 100-200 nmol l-1). Niemal cała pula Ca2+ zgromadzona jest w magazynach takich jak cysterny siateczki śródplazmatycznej i sarkoplazmatycznej, wakuoli i innych organellach oraz apoplaście. Pojawienie się IP3 prowadzi do wzrostu stężenia jonów wapnia do około 1 μmol l-1. Kanały wapniowe mogą być wrażliwe na IP3 lub otwierać się pod wpływem innego czynnika. Znane są trzy rodzaje kanałów wapniowych: kanały reagujące na zmiany potencjału elektrycznego plazmolemy (typ VOC – ang. voltage operated channels), kanały reagujące na przyłączenie cząsteczki sygnałowej (typ ROC – ang. receptor operated channels) i kanały reagujące na zmiany turgoru (typ SOC – ang. streach operated channels). Receptory odbierające bodźce środowiskowe mogą współdziałać nie tylko z białkiem G lecz także wywoływać zmiany potencjału błonowego. Reakcja o takim charakterze zachodzi w wyniku odebrania bodźca mechanicznego u mimozy (Mimosa pudica. Po pobudzeniu i gwałtownym wypływie jonów wapnia do cytozolu dochodzi do wolniejszego ich powrotu do magazynów w wyniku działania pomp wapniowych. Do aktywacji enzymów związanej ze wzrostem stężenia Ca2+ dochodzi przy udziale kilku białek łączących się z jonami. Najlepiej poznanym białkiem wiążącym jony wapnia jest kalmodulina. Jej obecność została potwierdzona u wszystkich przebadanych gatunków roślin. Aktywna kalmodulina łączy się z białkami docelowymi, którymi mogą być enzymy, pompy wapniowe, kinazy i fosfatazy białkowe oraz białka cytoszkieletu. Podstawowym mechanizmem zapewniającym odpowiedź na docierającym do receptorów bodziec jest fosforylacja i defosforylacja białek. Kinazy białek przenoszą resztę fosforanową z ATP na białko docelowe, zaś fosfatazy katalizują hydrolityczne oderwanie reszty fosforanowej. Genom Arabidopsis thaliana zawiera ponad 100 genów kodujących kinazy białkowe. Poza kinazami aktywowanymi przez jony wapnia i fosfolipidy stwierdzono obecność kinaz zależnych od cyklicznych nukleotydów takich jak cAMP i cGMP. Powstanie i rozpad tych związków jest możliwy dzięki enzymom określanym jako cyklazy i fosfodwuestrazy. Chociaż obecność obu cyklicznych nukleotydów została stwierdzona w komórkach roślin oraz znane są procesy przez nie regulowane brak jest jednoznacznych dowodów na istnienie enzymów odpowiedzialnych za syntezę tych związków. Zostało jednak dowiedzione, że cGMP uczestniczy w regulacji syntezy amylaz w warstwie aleuronowej ziarniaków zbóż indukowanej przez gibereliny oraz w regulacji wytwarzania białek wiążących chlorofil i enzymu Rubisco w chloroplastach. Drugi z cyklicznych nukleotydów, cAMP uczestniczy w regulacji syntezy antocyjanów. 
Za wtórny przekaźnik informacji uznawany jest także tlenek azotu (NO). Związek ten uczestniczy w komórkach roślinnych w odpowiedzi na atak patogenów, procesie dojrzewania i starzenia się. Funkcję wtórnego przekaźnika sygnału mogą także spełniać produkty rozpadu sfingolipidów. Fosforan sfingozyny jest wytwarzany podczas reakcji na kwas abscysynowy.